# Fernando Carvalho (ciclista)
Fernando Carvalho (São Paio de Oleiros, 28 de agosto de 1962) é um ex-ciclista português, tio do atual ciclista António Carvalho. Venceu a Volta a Portugal em 1990. Desde 2001, foi director da Escola de Ciclismo "Fernando Carvalho" em São Paio de Oleiros, donde saíram vários ciclistas, como por exemplo o grande ciclista Nélson Oliveira.

## Carreira desportiva

### Teams
- 1995, W52 - Paredes MÃ³vel
- 1993, Feirense - Imporbor
- 1992, Jovigrupos - Paços De Ferreira
- 1991, Paternina Sport
- 1990, Ruquita - Philips - Feirense
- 1989, Louletano - Vale do Lobo
- 1988, Teka
- 1987, Louletano - Vale Do Lobo
- 1986, Lousa - Trinaranjus - Aka
- 1982, Ovarense - Cortal
- 1983, Rodovil - Ajacto
- 1984, Ajacto - Morphy Richards
- 1985, Bombarralense - Case

## Palmarés
- 1990, venceu a Volta a Portugal (classificação combinada) + 1 etapa
- 1993, vestiu a amarela no primeiro dia da Volta e ganhou a penúltima etapa na chegada a Peniche.
- 2x venceu Volta ao Algarve em Bicicleta ('90, '89)
- 2x venceu Grande Prémio Jornal de Notícias ('89, '86)
- 6x etapas Volta a Portugal ('93, '90, '86, '85, '82)
- 2x etapas Volta ao Algarve em Bicicleta ('90, '89)
- 1984, etapa Volta ao Alentejo
- 1984, venceu Circuito da Malveira
- 1988, venceu GP Cantanhede + 1 etapa
- 1988, venceu Grande Prémio O Jogo + 1 etapa prologo equipas
- 1989, 1.º no Prólogo GP a Capital, GP de Lisboa, Campo Grande
- 1989, venceu Volta ao Alentejo / classificação pontos + 4 etapas
- 1989 1.º no Prólogo GP Internacional Costa Azul
- 1990, venceu Circuito de São Bernardo Alcobaça
- 1990, 1.º na etapa 4 GP a Capital, GP de Lisboa
- 1990, venceu Circuito de Rio Maior

- 1991, venceu Volta a Murtosa + 1 etapa
- 1991, venceu Volta às Terras de Santa Maria Feira